# Munții Gilăului

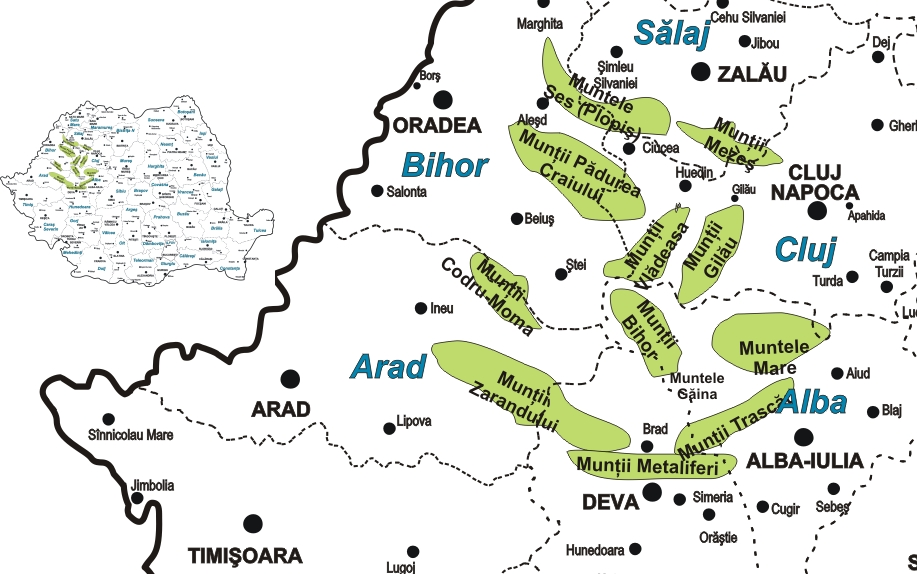
Localizarea în cadrul Munţilor Apuseni

Munții Gilăului sunt o grupă montană a Munților Apuseni, aparținând de lanțul muntos al Carpaților Occidentali. 

## Descriere
Cel mai înalt vârf este Vârful Chicera Comării (1.475 m). Alte vârfuri prezente sunt Chicera Negrului (1.467 m), Piatra Fulgerată (1.428 m), Petreasa (1.415 m), Măgura Călățele (1.404 m).
Munții Gilăului sunt cea mai extinsă unitate montană din județul Cluj, ajungând în nord până la Depresiunea Huedin și la Culoarul Căpușului, la vest până la Munții Vlădeasa, sud-vest până la Munții Bătrâna, iar în est până în zona Depresiunii Iara-Hășdate. Sunt formați aproape integral din șisturi cristaline prehercinice și granitoide ale "L"-ului de la Muntele Mare.